# Håkan Tjerneld
Erik Haakon Tjerneld, känd som Håkan Tjerneld, ursprungligen Kongel, född 12 januari 1910 i Kungsholms församling i Stockholm, död 30 juli 1948 i Oscars församling i Stockholm, var en svensk lärare och bergsbestigare.
Håkan Tjerneld föddes som son till kontoristen Einar Larsen Kongel och Viva Gunhild Ahlström som var gifta 1912–1915. Han adopterades 1923 av sin moster Frida Ahlström och hennes make John Tjerneld, och blev därmed bror till Staffan Tjerneld.
Efter genomgången utbildning verkade Håkan Tjerneld som lärare vid Palmgrenska Samskolan och Kungliga Sjökrigsskolan. Han blev filosofie doktor 1945 då han disputerade vid Stockholms högskola där han också blev docent.
Tjerneld var också bergsbestigare, då benämnt alpinist, i såväl svenska som utländska fjäll. Han gjorde bland annat ett 20-tal förstabestigningar av högfjällstoppar i Sarekfjällen och längs nya leder i Lappland. I mitten av 1940-talet var han uppe i ett 50-tal fjällbestigningar, bland annat i Slogjen i Norge. Han var sekreterare i Centralkommittén för fältsport, var initiativtagare till och sekreterare i Lavinkommittén som bildades 1942 samt sekreterare i Svenska Fjällklubben från 1945.
Han författade flera böcker och skrev artiklar för fackpress som Skidhandboken (1944) och Nordisk Familjeboks Sportlexikon (1938–1949).
Håkan Tjerneld förolyckades i Jotunheimen i Norge tillsammans med tandläkaren Per Olof "Olle" Björn (1916–1948) från Kiruna, när de skulle bestiga Austrabottind. Tjerneld var ogift till sin död och begravdes i släkten Tjernelds familjegrav på Norra Begravningsplatsen i Stockholm.